# Maximilian von Herff
Maximilian von Herff, född 17 april 1893 i Hannover, död 6 september 1945 i Ulverston, var en tysk SS-Obergruppenführer och general i Waffen-SS. 
von Herff förde befäl över ett pansarregemente i Afrika och dekorerades 1941 med Riddarkorset av Järnkorset för sina insatser. År 1942 efterträdde han Karl Wolff som chef för Persönlicher Stab Reichsführer-SS, Reichsführer-SS Heinrich Himmlers personliga stab.
I andra världskrigets slutskede greps von Herff av brittiska styrkor och fördes till krigsfånglägret i Grizedale. Där drabbades han av en stroke och avled.